# Malu (Giurgiu)
Pour les articles homonymes, voir Malu.
Malu est une commune du județ de Giurgiu en Roumanie.